# Nanorchestes antarcticus
Nanorchestes antarcticus es una especie de ácaro Prostigmata, que habita en la Antártida.  Nanorchestes antarcticus fue incluido en el género Nanorchestes y la familia Nanorchestidae por Strandtmann en 1963. No se han descrito subespecies, que figuren en el Catálogo de la Vida.